# Locomotiva FS E.636
Le E.636 sono un gruppo di locomotive elettriche delle Ferrovie dello Stato.
Progettate nel 1937-38 dall'ingegnere Alfredo D'Arbela e collaboratori per subentrare alle E.626 specialmente nel traino dei treni viaggiatori e merci sulle linee più tortuose della rete FS, avvicinandosi all'idea di "locomotiva universale" già propugnata da Giuseppe Bianchi, furono giudicate "molto moderne per la loro epoca".
Sono state ritirate dal servizio nel 2006.

## Storia
Sul finire degli anni trenta le Ferrovie Italiane potevano contare su tre tipi di locomotive elettriche da 3 kV CC, concepite secondo una filosofia di "interoperabilità" propugnata dall'ingegner Giuseppe Bianchi: una serie d'accorgimenti che permettevano la compatibilità dei pezzi di ricambio tra i vari tipi di locomotiva, allo scopo di ridurre i costi e i tempi di manutenzione.
Questi gruppi erano:
- E.626, prodotte in 448 esemplari (1928-1939), locomotive multifunzione rimaste in servizio fino alla fine degli anni novanta. Utilizzate sia per passeggeri che per merci, erano caratterizzate da buone, anche se non grandi, prestazioni ed alcuni problemi meccanici. Tuttavia il passo rigido e la concezione antiquata della sospensione ne condizionavano il comportamento dinamico e il comfort di marcia per cui la velocità venne limitata a soli 95 km/h anche se in prova avevano raggiunto i 110 km/h senza danni apparenti.
- E.326: caratterizzate dalla velocità più elevata (140–150 km/h) e dalle ruote motrici di grande diametro, si rivelarono tuttavia poco affidabili per la trasmissione meccanica soggetta a guasti. A causa del passo rigido erano vittime di scossoni e ondeggiamenti. Il progetto fu limitato a 12 esemplari, tutti danneggiati nel corso del 2° conflitto mondiale. Di questo poco fortunato gruppo di locomotive ne sopravvive soltanto una, ricoverata presso il museo ferroviario di Pietrarsa.
- E.428, macchine di grandi dimensioni, potenti e veloci, prodotte in gran numero e in tre serie, si rivelarono poco versatili a causa del rodiggio, caratterizzato anch'esso da un grande passo rigido, che era eccessivamente aggressivo nei confronti del binario e poteva arrecare consistenti danni agli armamenti.

Con l'aumento del traffico ferroviario in Italia, si decise di creare una nuova locomotiva che beneficiasse di tutte le innovazioni tecnologiche dell'epoca, di concezione semplice ed affidabile, ma senza i problemi dei mezzi esistenti.
Nel 1938 l'ingegner Alfredo d'Arbela e la sua équipe presentarono un nuovo tipo di rotabile, che in quel periodo venne portato ad esempio dei successi tecnologici italiani dalla propaganda politica del regime fascista.
La costruzione della prima serie di dieci unità, numerate E.636.001-010, fu ordinata il 1º settembre 1938 e le macchine furono consegnate tra il maggio ed il settembre 1940.

## Tecnica
La E.636 era composta di due semicasse articolate, con tre carrelli indipendenti a due assi; il peso veniva così suddiviso tra un numero maggiore di assi, rientrando ampiamente nei limiti consentiti dagli armamenti delle linee ferroviarie dell'epoca.
Le apparecchiature interne furono disposte secondo una nuova logica razionalizzata, permettendo una migliore distribuzione delle 101 tonnellate di peso.
Il tipo di motore prescelto per le E.636 era lo stesso delle E.626, il "32-200" che però non riusciva a garantire una potenza adeguata ai compiti che queste nuove locomotive avrebbero dovuto svolgere. Venne modificato con un diverso sistema di shunt, del tipo ad esclusione di spire anziché ohmico, acquisendo la sigla di "32R-200" e fu dotato di un sistema di trasmissione ad albero cavo, più avanzato rispetto al vecchio sistema di tipo tranviario con sospensione del motore per il naso. Con questo tipo di trasmissione infatti i motori sono interamente sospesi al telaio del carrello e il pignone del motore trasmette il moto alla corona dentata dell'asso cavo con interposizione di un ingranaggio intermedio. 5 delle unità di terza serie (271 - 275) furono dotate in sede di costruzione con carrelli di tipo "T1250" equipaggiati con motori "32R5-200" sempre con trasmissione ad asse cavo ma di tipo semi-sospeso, con i motori sospesi elasticamente per il naso alla traversa centrale e ancorati dalla parte opposta all'asse cavo, cui trasmettono il moto tramite accoppiamento pignone/corona senza l'ausilio dell'ingranaggio intermedio. Il motore "32R5" differisce dal "32R" per il numero di livelli di shunt: 5 gradini (18, 28, 38, 44 e 50%) per il primo e 1 (31,2%) per il secondo; queste unità furono uniformate alle altre macchine nel 1973.
Nel 1951 due unità pre-belliche (034 e 089) furono equipaggiate a scopo sperimentale con i motori "92-250" delle E.424; ciò per valutare la possibilità di un potenziamento delle unità post-belliche che però non ebbe seguito.
Per la prima volta le locomotive vennero dotate di un circuito di protezione da sovracorrenti chiamato Separatore D'Arbela, che rimase in servizio fino agli anni settanta per poi essere sostituito con un più moderno sistema ad interruttore extrarapido.
I carrelli, di tipo "I1250", erano in lamiera scatolata, con struttura ad anello e due travi trasversali intermedie, ammortizzati tramite molle a balestra montate su ogni asse una per lato. I cuscinetti delle sale, inizialmente a lubrificazione, vennero con la seconda e terza serie sostituiti da cuscinetti a rulli che richiedevano meno manutenzione ed erano meno soggetti ad usura. La struttura del carrello "T1250" anticipa, seppur con un passo diverso, quella del carrello "U1250" che equipaggerà le E.646.
La cassa, in acciaio, posava sui carrelli tramite perni montati sulle traverse e su una coppia di pattini.
Le nasciture E.636 concettualmente erano nient'altro che una versione meccanicamente aggiornata delle vecchie E.626, e ne mantenevano alcuni problemi di progettazione: qualche problema di rumorosità causato dalla presenza dell'ingranaggio intermedio nella trasmissione non impedì a questo nuovo gruppo di affermarsi.
Vennero studiati due diversi rapporti di trasmissione: uno più corto (21/65) per i tratti in pendenza o per i treni pesanti, con velocità massima di 95 km/h (poi accresciuta a 105 nel 1948 e a 110 nel 1982) ed uno più lungo (28/65) con velocità massima di 120 km/h. Le unità equipaggiate con i carrelli "T1250" e motori "32R5-200" furono dotati di un rapporto specifico (24/74) anch'esso con velocità massima di 120km/h.
Il gruppo E.636 è stato prodotto in tre serie di locomotive:
- prima serie (001 - 108) costruita dal 1940 al 1942
- seconda serie (109 - 243) costruita dal 1952 al 1956
- terza serie (244 - 469), costruita dal 1957 al 1962.

Il primo esemplare, la E.636.001, entrò in servizio nel maggio 1940, e durante la guerra altre 107 unità furono consegnate fino al 1943 da diverse industrie quali Breda, OM, CGE, Officine Meccaniche Reggiane, Magneti Marelli e Officine Ferroviarie Savigliano.
Le unità N.042, 068, 076, 078, 079 e 105 furono distrutte a seguito delle ostilità durante la Seconda guerra mondiale, ma terminato il conflitto la necessità di nuovi mezzi e l'intervento del Piano Marshall spinse a riprendere la costruzione di queste locomotive: di questo gruppo furono costruiti un totale di 469 esemplari, compresi i primi 108 realizzati durante la guerra.
Oltre ai costruttori elencati si aggiunsero altre industrie: Fiat, TIBB, Officine Meccaniche Pistoiesi ed Ansaldo.
Negli anni a seguire le innovazioni tecnologiche e i vari miglioramenti contribuirono a rendere maggiormente affidabile questo gruppo di locomotive, che servirono da base di partenza per i nuovi gruppi E.646 ed E.656, che pur essendo mezzi a sé stante portarono il numero di unità derivate dal medesimo progetto alla cifra di 1.219 mezzi.
La capostipite E.636.001 risultava accantonata presso il deposito di Palermo dal 1998, ma nonostante il valore storico è stata demolita in data 27 marzo 2007. Gli aspetti che più di altri avrebbero giocato a sfavore di un eventuale restauro di questa unità erano legati al pessimo stato di conservazione del rotabile, seriamente danneggiato ad una semicassa nonché quasi totalmente privato delle apparecchiature di bordo.

## Le E.636 revampizzate
La E.636, con il progredire della tecnologia, diventò inevitabilmente una locomotiva di vecchia concezione e non in grado di offrire un livello sufficiente di comfort al personale di bordo; soprattutto se utilizzata per lunghi viaggi, si rivelava fonte di elevato stress da rumore per i macchinisti, offrendo peraltro una cattiva vivibilità della cabina di guida, estremamente spartana.
Le cabine di guida erano anche carenti a livello di sicurezza, a causa della loro debolezza strutturale e della loro posizione avanzata (caratteristica comune anche ad altri mezzi di trazione coevi): in caso di impatto la protezione offerta al personale era quasi nulla, come evidenziato da una serie di incidenti occorsi a locomotori in manovra.
Il 12 marzo 1996 l'unità n. 197 venne coinvolta in un incidente presso Sulmona: a causa di un guasto ai freni, seppur a bassa velocità, la locomotiva impattò contro un ostacolo che le squarciò la cabina. Il macchinista morì cercando di fuggire dall'abitacolo.
Per tentare di rendere più confortevoli le condizioni di lavoro del personale, 200 unità del gruppo E.636 destinate a Trenitalia Cargo vennero riqualificate nelle officine di Marcianise, Genova Brignole ed Ancona, con revamping sia interno che esterno e l'adozione di particolari accorgimenti volti a migliorare le condizioni di abitabilità delle cabine di manovra.
Vennero modificati gli allestimenti e le configurazioni delle cabine, con l'introduzione di ganci appendiabiti e di cestini portarifiuti; venne eliminato l'impianto di riscaldamento a scaldiglie elettriche, sostituito con l’aria condizionata. Venne rifatta la coibentazione, per rendere le cabine più silenziose e rimuovere l'amianto.
Fu adottato un nuovo tergicristallo elettrico, togliendo quello originario ad aria compressa.
La parete della seconda cabina venne dotata di un frigorifero, un lavandino, un fornetto scaldavivande e un armadietto con presidi medici di primo soccorso.
Infine fu predisposta una presa elettrica con tensione nominale di 220 volt.
Esternamente le unità del gruppo E.636 revampizzate si distinguevano per il frontale con il terzo faro (diventato d'obbligo) che permetteva di ottenere una visibilità migliore nelle ore notturne. Alcune unità erano state dotate anche di un faro verde laterale. Tutte queste unità avevano anche ricevuto la livrea XMPR in luogo dell'originale «castano-Isabella». Alcune unità (destinate in seguito al ritiro e alla demolizione) rimasero con il vecchio schema di colori.
Nessun intervento tuttavia fu messo in opera per l'irrobustimento della cabina di guida.

## Allestimenti particolari

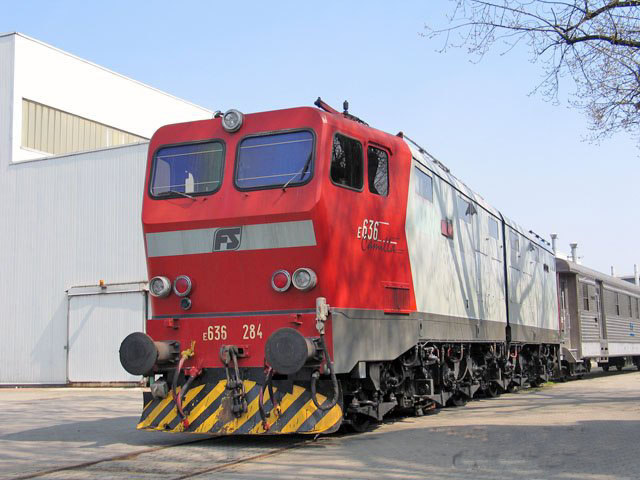
E.636.284 "Camilla", ricostruita con nuove cabine

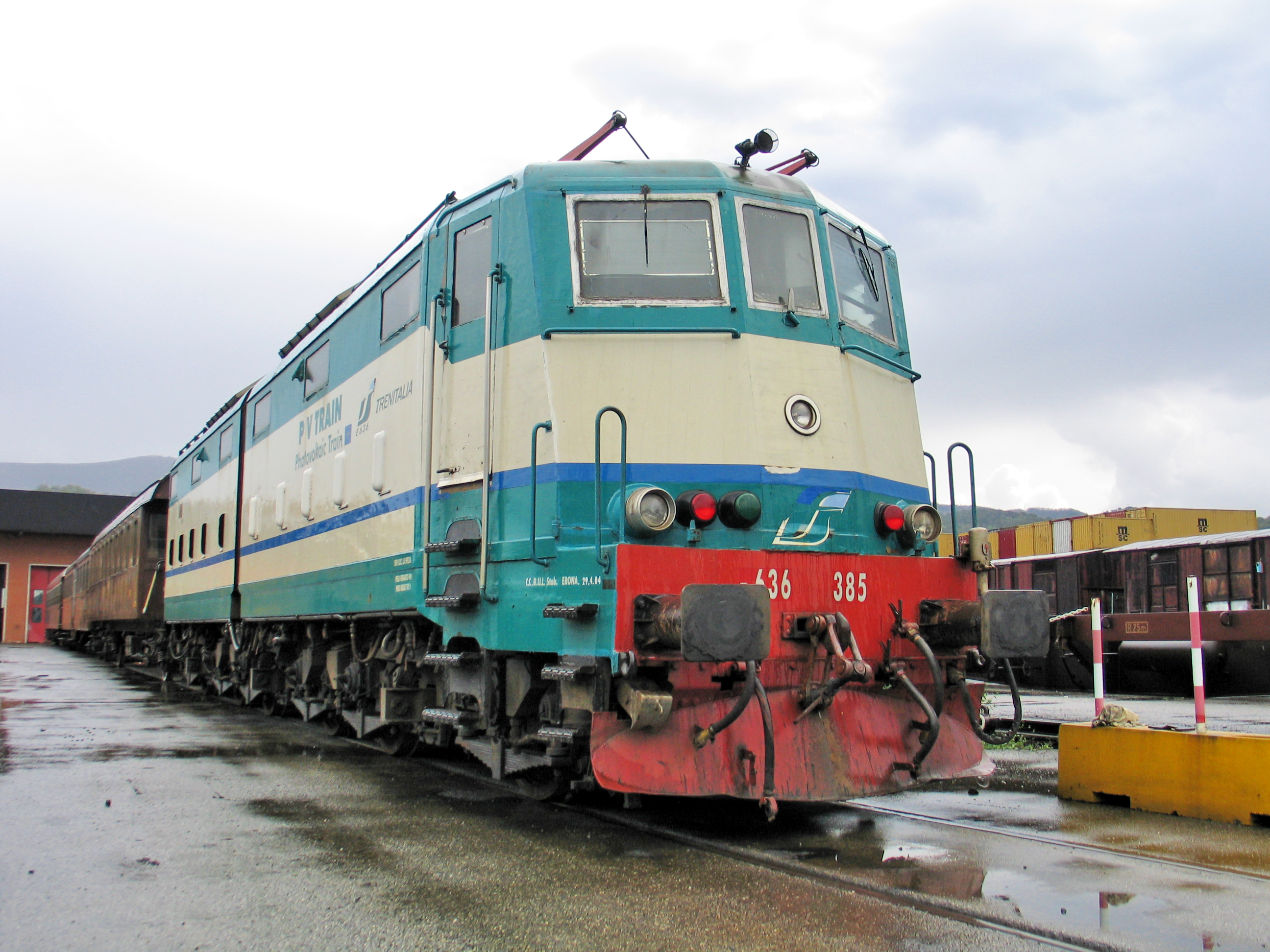
E.636.385 "PV TRAIN"

Alcune E.636 sono state oggetto di sperimentazioni e riallestimenti particolari.
La più famosa di queste è la E.636.284 Camilla, che fu coinvolta in un grave incidente avvenuto il 23 dicembre 1987 presso la località di Villastellone (provincia di Torino), a causa del quale il telaio di una delle due cabine di manovra rientrò di qualche metro, accartocciandosi e mettendo in luce l'inadeguatezza strutturale della cassa. Trasferita alla OGR di Verona Porta Vescovo, l'unità in oggetto non fu riportata allo stato d'origine, ma dotata di due cabine di guida del tipo E.656 sesta serie (pur mantenendo il caratteristico "maniglione" e gli altri classici comandi delle E.636 tradizionali) come sperimentazione in vista dell'aggiornamento di tutta la flotta, per renderle compatibili con le direttive europee e con la normativa sulla sicurezza sul lavoro (la "legge 626"). Tale sperimentazione tuttavia non ebbe seguito su altre unità. Il nome Camilla deriva dal fatto che uno degli operai addetti alla riparazione aveva scritto con un gessetto sul pancone frontale il nome della propria fidanzata. Questo mezzo, pellicolato in un'inedita livrea grigio perla - rosso segnale, risulta inserito nell'asset dei rotabili storici di Trenitalia dall'estate 2006. Il 7 luglio 2006 la Camilla ha lasciato lo scalo di Milano Smistamento, ove era rimasta a lungo accantonata, diretta alla volta di Tirano, presso il quale fu preservata insieme alla E.636.117, grazie all'opera dei ferroamatori volontari del gruppo ALe 883.
La E.636.082 venne invece utilizzata come banco prova per un sistema di frenatura reostatica; vennero aggiunte grosse prese d'aria a griglia laterali e fu aggiornato il banco di manovra con l'installazione di un piccolo "maniglione" (comando della frenatura elettrica) al di sopra di quello tradizionale. L'impianto elettrico venne così modificato per reggere il nuovo gruppo frenante e vennero aggiunti dei ventilatori per il raffreddamento e un invertitore. Il successo della sperimentazione portò all'adozione di questo tipo di sistema sulle nuove E.444. Questo prototipo fu poi accantonato a Verona Porta Vescovo, pesantemente cannibalizzato per parti di ricambio e in attesa di un ipotetico trasferimento propedeutico restauro. Le cose, però, si sono evolute diversamente: il 3 giugno 2008 l'unità 082 è stata demolita a seguito di ordini inderogabili.
Una E.636, la 385, è stata utilizzata per il progetto "PV-Train" (Photovoltaic train), con l'installazione sull'imperiale di una serie di celle fotovoltaiche da 24 volt per la ricarica dei gruppi di batterie e l'utilizzo dei sistemi ausiliari nei periodi di stazionamento. Il progetto ha ottenuto un discreto successo ed è valso all'unità l'inserimento nel parco rotabili storici di Trenitalia, in qualità di unità prototipo/sperimentale (giugno 2006).
Altri esemplari esteticamente modificati sono la E.636.080 Verona (ridipinta in grigio perla-blu orientale come prova per la nuova livrea unificata, in seguito riportata ai colori originali e demolita poi a Livorno il 26 maggio 2002) e la E.636.117 (un'altra "prova colore" in grigio-blu con logo XMPR, rimasta a lungo accantonata a Sondrio e poi trasferita a La Spezia-Migliarina per essere preservata come rotabile storico).

## Ritiro dal servizio

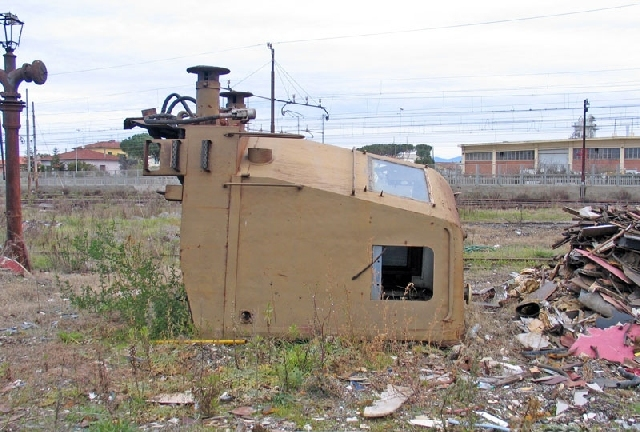
Il "muso" di una E.636 in demolizione

Dal maggio 2006 tutte le E.636 sono state ritirate dalla circolazione, fatta esclusione per le unità storiche, essendone stata revocata la circolabilità sull'intera rete ferroviaria italiana.
Le E.636 superstiti erano state assegnate da diversi anni alla Divisione Cargo di Trenitalia: negli ultimi mesi di servizio una ventina di E.636 furono date in affitto ad alcune imprese ferroviarie private (LFI, Del Fungo Giera, Serfer) per l'utilizzo su treni merci, utilizzate talvolta in doppia trazione nei tratti più acclivi della rete ferroviaria italiana.
Alla fine del mese di aprile 2006 giunse la notizia secondo la quale a partire dal 31 ottobre 2006 il gruppo E.636, salvo proroghe dell'ultimo momento, avrebbe cessato ogni attività; contrariamente ad ogni previsione, nel corso della prima quindicina del mese di maggio 2006 fu improvvisamente deciso il ritiro dalla circolazione di tutte le unità superstiti, comprese quelle date in service alle imprese ferroviarie già citate (LFI, Serfer e Del Fungo Giera), sostituite da locomotive E.645.
La E.636.201, penultima unità circolante, ha abbassato i suoi pantografi per l'ultima volta la mattina del 9 maggio 2006; fece seguito la E.636.366, ultima unità attiva del gruppo, che il giorno 12 maggio 2006 compì il suo ultimo viaggio da Alessandria Smistamento diretta a Livorno Calambrone, chiudendo un servizio durato 60 anni.
Il gruppo E.636 è stato a lungo caratterizzato dal maggior numero di unità prodotte per conto delle Ferrovie dello Stato e detiene il record per il gruppo di rotabili italiano costruito nel più lungo arco di tempo: 22 anni.
Sono considerate "rotabile storico" le unità 002, 128, 161, 164, 243, 265, 318 in livrea «castano-Isabella», le 065 e 385 in livrea XMPR, la 117 in livrea sperimentale grigio-blu (adottata in passato su un'altra unità, la 080, demolita nel 2002) e la 284 (Camilla) nella sua livrea unica grigio perla-rosso segnale; queste macchine vengono usate per il traino di treni storici in occasioni speciali. L'unità 147 è stata riverniciata ed in seguito mantenuta monumentata all'interno dell'OML di Milano Smistamento; tuttavia essa non fa parte del gruppo di rotabili storici, ma è stata trasferita in Germania presso il museo ferroviario di Augusta, dove è esposta a partire dal 27 aprile 2008 insieme ad altre locomotive storiche provenienti da tutta Europa.
Alcune unità del gruppo E.636 (022, 097, 197, 250, 309, 316 e 347) subirono altrettanti incidenti, nei quali riportarono danni di grave entità tali da non giustificare una riparazione. Altre unità invece (042, 068, 076, 078, 079 e 105) sono state demolite a seguito di ingenti danni riportati nel corso dei bombardamenti alleati durante la Seconda guerra mondiale.

## Nel cinema
L'unità E.636.310 compare nel film Cafè Express al traino dell'espresso su cui si svolgono le vicende narrate. In particolare la matricola è visibile durante le scene dell'investimento di un carro carico di vino.